# Schilbe mystus
Schilbe mystus es una especie de peces de la familia Schilbeidae en el orden de los Siluriformes.

## Morfología
- Los machos pueden llegar alcanzar los 40 cm de longitud total y los 250 g de peso.[2][3]

## Reproducción
Es ovíparo.

## Distribución geográfica
Se encuentran en África, incluyendo las cuencas de los ríos  Nilo y Zambeze.

## Observaciones
Tiene una longevidad de 6-7 años.